# Лос Галярдос
Лос Галярдос (на испански: Los Gallardos) е населено място и община в Испания. Намира се в провинция Алмерия, в състава на автономната област Андалусия. Общината влиза в състава на района (комарка) Леванте Алмериенсе. Заема площ от 35 km². Населението му е 3828 души (по данни от 2010 г.). Разстоянието до административния център на провинцията е 80 km.

## Демография
| 1996 | 1998 | 1999 | 2000 | 2001 | 2002 | 2003 | 2004 | 2005 | 2006 |
| ---- | ---- | ---- | ---- | ---- | ---- | ---- | ---- | ---- | ---- |
| 1761 | 1738 | 1700 | 1798 | 1897 | 2067 | 2252 | 2583 | 2887 | 3126 |